# Station Kujo

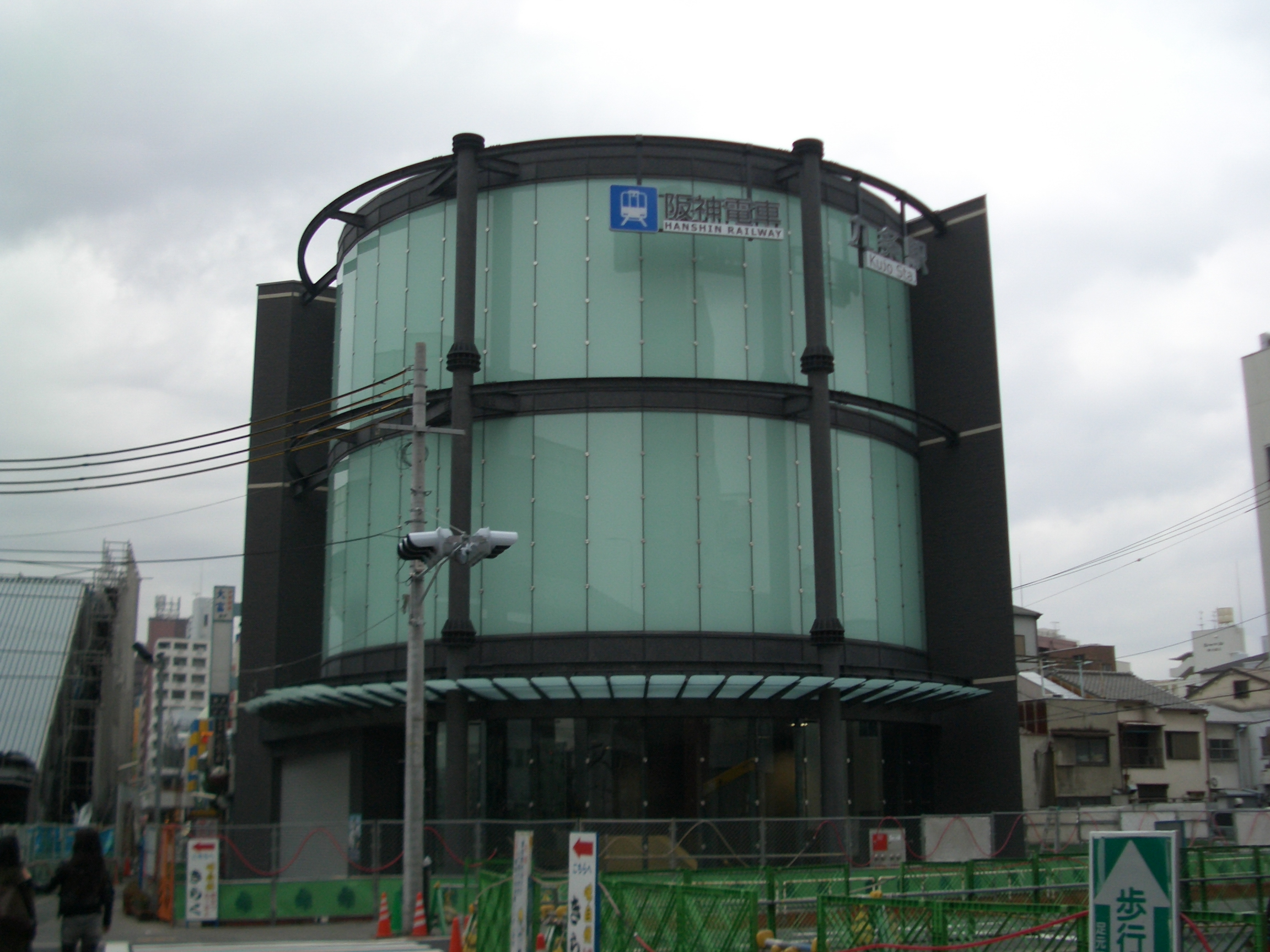
Het stationsgebouw van Hanshin

Station Kujo (九条駅, Kujō-eki) is een spoorweg- en metrostation in de wijk Nishi-ku in de Japanse stad Osaka. Het wordt aangedaan door de Hanshin Namba-lijn (trein) en de Chūō-lijn (metro). Beide lijnen hebben eigen perrons, daar de lijnen loodrecht op elkaar staan.

## Lijnen

### Hanshin
| 1 | ■Hanshin Namba-lijn | richting Osaka Namba richting Nara via de Kintetsu Nara-lijn |
| 2 | ■Hanshin Namba-lijn | richting Amagasaki, Koshien en Sannomiya                     |

### Chūō-lijn(stationsnummer C13)
| 1 | ■Chūō-lijn | richting Hommachi, Morinomiya en Nagata |
| 2 | ■Chūō-lijn | richting Bentenchō en Cosmosquare       |

## Geschiedenis
Het station werd in 1964 aangelegd. Het station aan de Hanshin Namba-lijn verscheen 45 jaar later in 2009.

## Overig openbaar vervoer
Bussen 88 en 88A
(<<Hanshin-lijn) Amagasaki · Daimotsu · Dekijima · Fuku · Dempō · Chidoribashi · Nishikujō · Kujō · Dome-mae · Sakuragawa · Ōsaka Namba (Kintetsu Namba-lijn, Nara-lijn>>)